# Alice Hale Burnett
Alice Hale Burnett (n.  ?) a fost o autoare americană de cărți pentru copii. Ea este cel mai bine cunoscută pentru că a scris cărți ale căror acțiune se petrece într-o localitate mică numită Merryvale din Statele Unite ale Americii. Cărțile ei au fost publicate inițial de The New York Book Company la începutul secolului al XX-lea.

## Seria de cărți Merryvale

### Seria de cărți pentru băieți

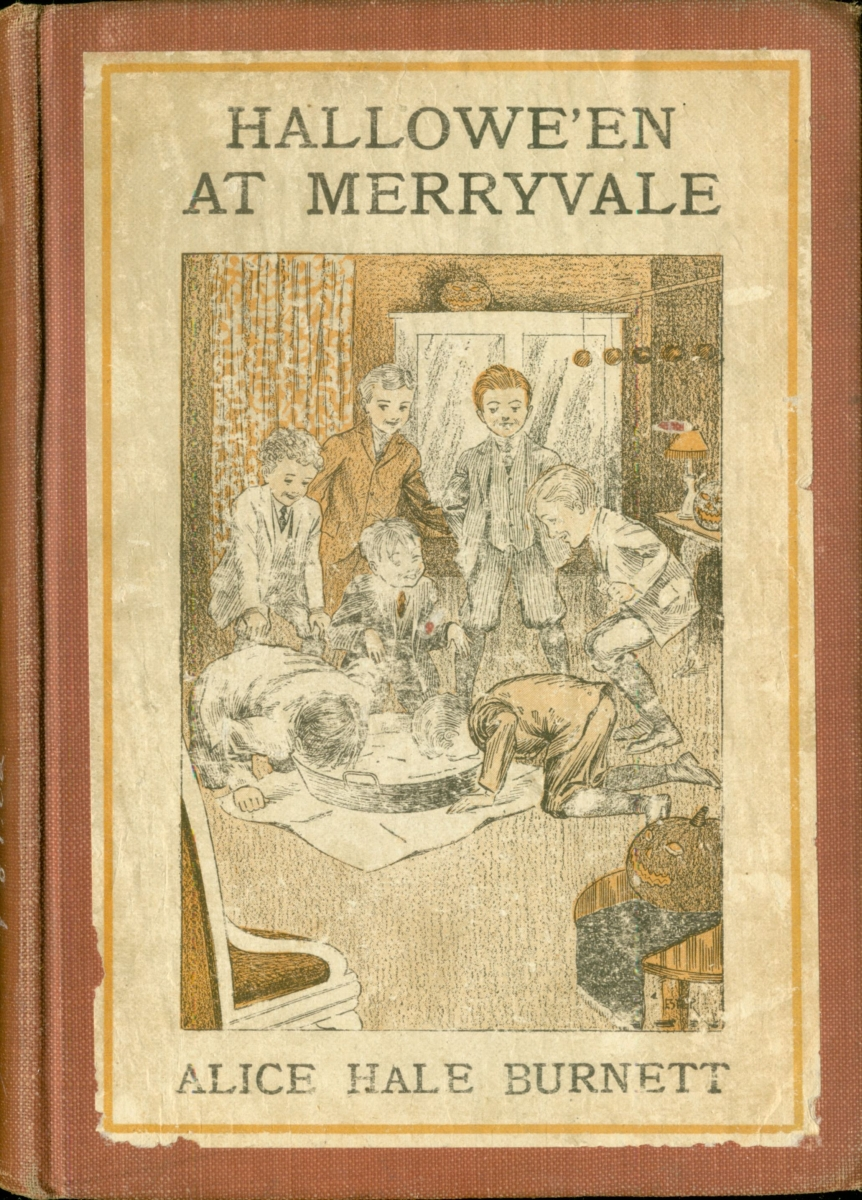
Coperta cărții Halloweenul la Merryvale.

Aventurile lui „Toad” (Broscoi) și „Chuck” Brown, „Fat” (Grăsanul), „Reddy” (Roșcovanul) sunt povestite de Burnett într-o serie de cărți numită The Merryvale Boys (Băieții din Merryvale). Conform descrierii din cărți, această serie înfățișează viața băieților într-un oraș mic din America.
Descrise în materialul de la începutul uneia dintre cărți ca fiind: „Povești pentru băieți mici, fiecare dintre ele fiind de sine stătătoare. Acestea vorbesc despre aventurile interesante ale lui „Broscoi”, „Chuck” Brown și prietenii lor porecliți „Grăsanul”, „Roșcovanul” și alții. Cărțile sunt scrise pentru ca băieții să le citească și să le înțeleagă, acțiunea descriind cu fidelitate viața băieților într-un oraș mic.
Cărțile din serie includ (rezumatele sunt preluate dintr-una dintre cărțile din serie):
- Ziua circului la Merryvale

„Broscoi și Roșcovanul câștigă fiecare din noroc câte două bilete la circ. Aceștia află că adăparea elefanților este o sarcină mai grea decât pare la început.”
- Povestea cu indieni a domnului Brown

„Povestea domnului Brown este urmată de un vizitator neașteptat care la început îi sperie, apoi îi intrigă pe toți cei din micul grup care se adunase lângă șemineu.”
- Picnicul la Merryvale sau Ziua picnicului la Merryvale (1916)

„Școala s-a terminat și cei șase prieteni veseli decid să meargă la pescuit și la un picnic pentru a sărbători faptul că nu mai trebuie să meargă la școală. Își prăjesc peștele pe care îl prind la un foc de tabără. Chiar dacă unul dintre ei se udă destul de mult, toți se simt bine în acea zi.”
- Sărbătorile de Crăciun la Merryvale

„Magazinul de jucării al domnului Williams este în centrul atenției lui Broscoi și a prietenilor săi cu mult înainte de sosirea Crăciunului. Ei plănuiesc o surpriză care aduce bucurie unei familii sărace. Băieții construiesc forturi de zăpadă și se bat bine cu bulgări.” 
- Băieții din Merryvale la fermă

„Bunica lui Broscoi îi invită pe el și pe Roșcovan să petreacă o lună la țară. Experiențele lor de la ferma Sunnyside, cu caii, vacile, porcii și găinile ei, sunt povestite în cel mai distractiv mod cu putință, iar ei se simt minunat atunci când merg cu barca, înoată și pescuiesc în pârâu.”
- Halloweenul la Merryvale (1916)

„De multe zile băieții așteptau cu nerăbdare petrecerea lui Thomas Brown, dar în sfârșit sosi acea seară și jucară o serie de jocuri noi, dar se întâmplară și câteva lucruri care nu erau în program”. 

### Seria de cărți pentru fete
În seria Fetele din Merryvale, Burnett povestește despre aventurile lui Beth, Mary și Jerry. Cărțile din serie includ:
- Petrecerea în grădină a lui Beth
- O zi la târg
- Surpriza de ziua lui Geraldine
- Mary găzduiește clubul de cusut[1]